# Triprolidine
La triprolidine (Actidil, Myidil) est un médicament en vente libre ayant des propriétés antihistaminiques et anticholinergiques. Elle est utilisée pour combattre les symptômes dus aux allergies et est parfois associée à d'autres médicaments pour combattre le rhume (Actifed Rhume par exemple) ou les états grippaux. Comme la plupart des autres antihistaminiques en vente libre, son principal effet secondaire est la somnolence.